# Енглхарт (Онтарио)
Енглхарт (енгл. Englehart) је градић у Канади у покрајини Онтарио. Према резултатима пописа 2011. у граду је живело 1.519 становника.

## Становништво
Према резултатима пописа становништва из 2011. у граду је живело 1.519 становника, што је за 1,7% више у односу на попис из 2006. када је регистровано 1.494 житеља.
| 2006. | 2011. |
| ----- | ----- |
| 1.494 | 1.519 |